# Мокій Анатолій Іванович
Анатолій Іванович Мокій (*2 листопада 1952) — український учений-економіст, доктор економічних наук, професор. Академік АН ВШ України з 2005 р.

## Біографія
Народився в с. Рогинці Роменського району Сумської обл. У 1974 р. закінчив економічний факультет Львівського університету ім. І. Франка. З 1974 р. працював на Мінському виробничому взуттєвому об'єднанні «Промінь» інженером-математиком, а з 1977 р. — на посаді інженера-програміста кафедри механізованої обробки економічної інформації Львівського торговельно-економічного інституту. Упродовж 1986—1989 рр. навчався в аспірантурі в Українському НДІ торгівлі і громадського харчування і в 1989 р. захистив кандидатську дисертацію. З 1990 р. — асистент кафедри маркетингу Львівської комерційної академії (ЛКА) Укоопспілки, у 1993 р. обраний на посаду доцента цієї ж кафедри. З 1995 р. по 2000 р. — декан факультету міжнародних економічних відносин. З 2000 р. — завідувач кафедри міжнародних економічних відносин ЛКА, а з 2004 р. — проректор з міжнародних зв'язків. У 1994—1995 рр. працював на посаді старшого наукового співробітника Національного інституту стратегічних досліджень (НІСД) при РНБО України, у 2004—2007 рр. — директор філіалу НІСД у Львові (за сумісництвом). Також свого часу обіймав посаду проректора Запорізького інституту економіки та інформаційних технологій. Сьогодні є провідним науковим співробітником відділу регіональної екномічної політики Інституту регіональних досліджень імені М.І. Долішнього Національної академії наук України.

## Наукова діяльність
Основні сфери наукових інтересів: глобалізація світових господарських зв'язків, інноваційний розвиток, економічна безпека, іллегалізація економіки, мале і середнє підприємництво, регіональна економіка, зовнішня та внутрішня торгівля, розвиток людського капіталу.
Автор понад 180 наукових праць, зокрема монографій «Регіонально-секторальна модель зовнішньоекономічної інтеграції: передумови та стратегія реалізації» (1999) та «Стратегія формування регіональних інноваційних центрів в Україні» (2007); співавтор колективних монографій «Розвиток зовнішньої торгівлі України та її економічної безпеки» (1996), «Економіка України: реалії, перспективи розвитку ринкових відносин» (2000), «Тіньова економіка: сутність, особливості та шляхи легалізації» (2006).
Підготував 22 кандидатів економічних наук та 2 докторів наук.
Член (1997—1998) та заступник голови (з 2004 р.) консультативно-дорадчої ради з питань підприємництва при голові Львівської облдержадміністрації. Голова Львівського осередку Української асоціації економістів-міжнародників (з 2007 р.).
Член спеціалізованих вчених рад із захисту докторських дисертацій при Тернопільському національному економічному університеті (з 2003 р.), при НІСД (з 2005 р.). Член Сенату Вищої школи економічної у м. Стальова Воля (Польща).
Відмінник освіти України (1999).
Член контрольно-ревізійної комісії АН ВШ України з 2007 р.